# Oberto Cattaneo Lazzari
Oberto Cattaneo Lazzari (Genova, 1473 – Genova, 10 dicembre 1533) fu il 46º doge della Repubblica di Genova, il primo con la carica a mandato biennale dopo la ricostruzione del Dominio genovese dal 1528 al 1530 voluta dall'ammiraglio Andrea Doria.

## Biografia
Il casato originario era dei Lazzari, famiglia nobile oriunda di Bologna, e fu solo nell'iscrizione all'albergo della nobiltà genovese che prese il cognome Cattaneo dal 1528. 
La sua elezione dogale, la quarantaseiesima nella cronologia dogale e la prima con carica biennale, fu fortemente voluta dallo stesso Andrea Doria che puntò alla figura di Oberto per la sua "non voglia di potere", che prima aveva alimentato la precedente forma governativa della Repubblica.
Eletto l'11 ottobre del 1528 si prodigò subito per lo sviluppo del porto di Genova, con opere di rinforzo, e le varie nomine dei rispettivi capitani delle galee genovesi. Le fonti storiche dell'epoca testimoniarono con grande solennità, tra le altre, la nomina dell'ammiraglio Filippino Doria, che avvenne il 24 aprile del 1529, con la consegna dell'antico stendardo di San Giorgio dopo la Messa solenne all'interno della cattedrale di San Lorenzo.
I racconti storici attestano inoltre la calorosa accoglienza del doge Cattaneo Lazzari e del Senato, il 12 agosto dello stesso anno, verso l'imperatore Carlo V d'Asburgo. Il sovrano, di passaggio a Genova e diretto a Bologna per l'incontro con papa Clemente VII, fu ospitato presso il palazzo Ducale con grande acclamazione della popolazione.
Durante il suo dogato si rafforzarono le mura cittadine, devastate dalle recenti guerre contro la dominazione francese, e si costruirono due nuove fortezze alle spalle di Genova, in val Polcevera.
Il 12 ottobre del 1530, alla scadenza effettiva del mandato, cessò teoricamente ogni attività di potere istituzionale, ma su richiesta dei Dodici Riformatori, ricoprì di fatto la carica fino alla nomina del suo successore, avvenuta il 4 gennaio con l'elezione di Battista Spinola. 
Oberto Cattaneo Lazzari morì a Genova il 10 dicembre 1533 e fu sepolto nella demolita chiesa di San Domenico.